# Rapala drasmos
Rapala drasmos är en fjärilsart som beskrevs av Druce 1895. Rapala drasmos ingår i släktet Rapala och familjen juvelvingar. Inga underarter finns listade.